# Croce Rossa ruandese

il simbolo della Croce Rossa

La Croce Rossa ruandese è la società nazionale di Croce Rossa della Repubblica del Ruanda, stato dell'Africa orientale.

## Denominazione ufficiale
- Croix Rouge Rwandaise, in lingua francese, idioma ufficiale dell'Ruanda;
- Rwandan Red Cross, in lingua inglese, idioma ufficiale dell'Ruanda.